# Lampona eba
Lampona eba là một loài nhện trong họ Lamponidae. Loài này được phát hiện ở Nam Úc.